# Hauptwil
Hauptwil (toponimo tedesco) è una frazione del comune svizzero di Hauptwil-Gottshaus, nel Canton Turgovia (distretto di Weinfelden).

## Storia

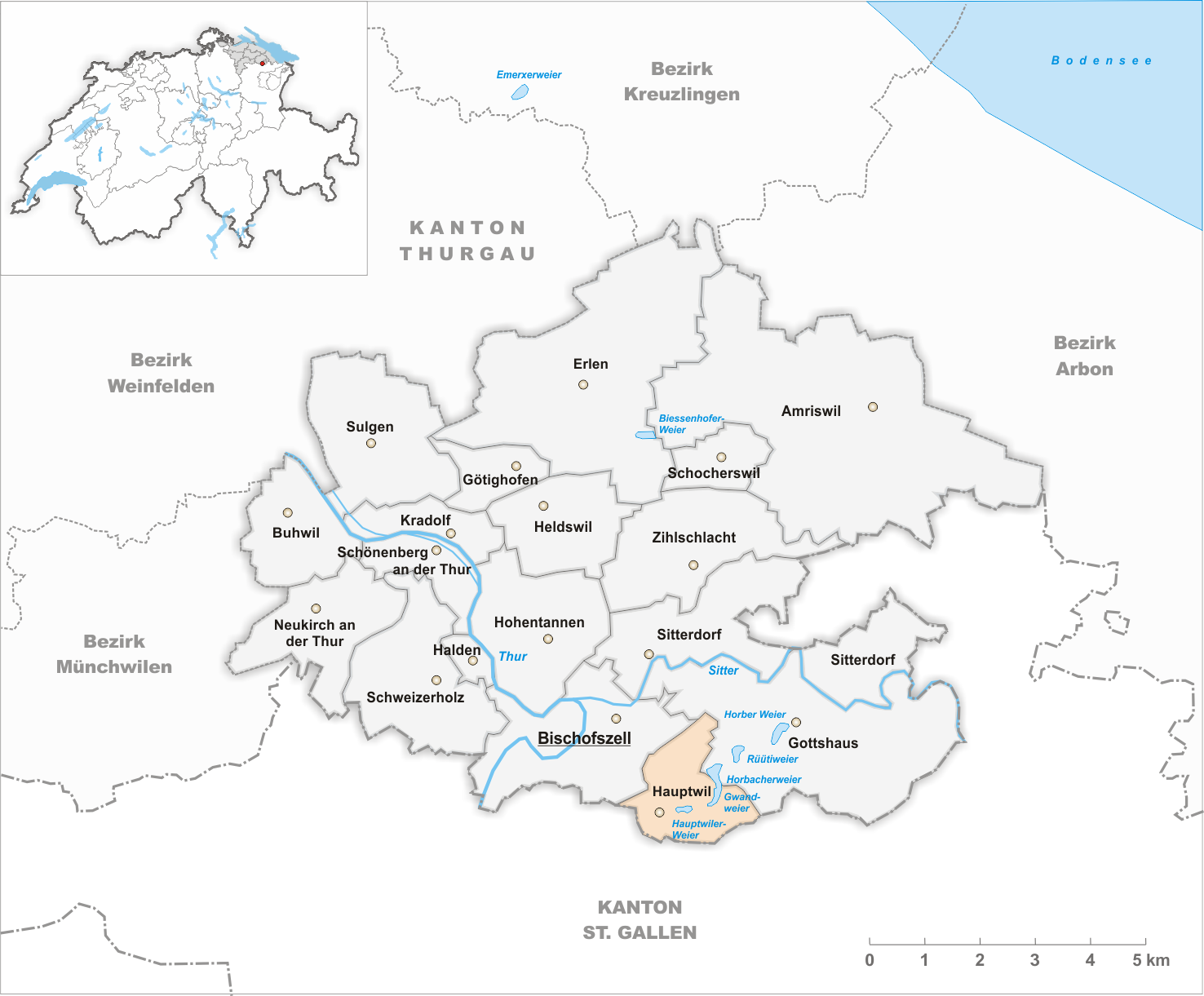
Il territorio del comune di Hauptwil prima degli accorpamenti comunali del 1995

Già comune autonomo (Ortsgemeinde e Munizipalgemeinde) che apparteneva al distretto di Bischofszell, nel 1996 è stato accorpato all'altro comune soppresso di Gottshaus (tranne la località di Stocken, assegnata al comune di Bischofszell) per formare il nuovo comune di Hauptwil-Gottshaus, del quale Hauptwil è il capoluogo.

## Monumenti e luoghi d'interesse

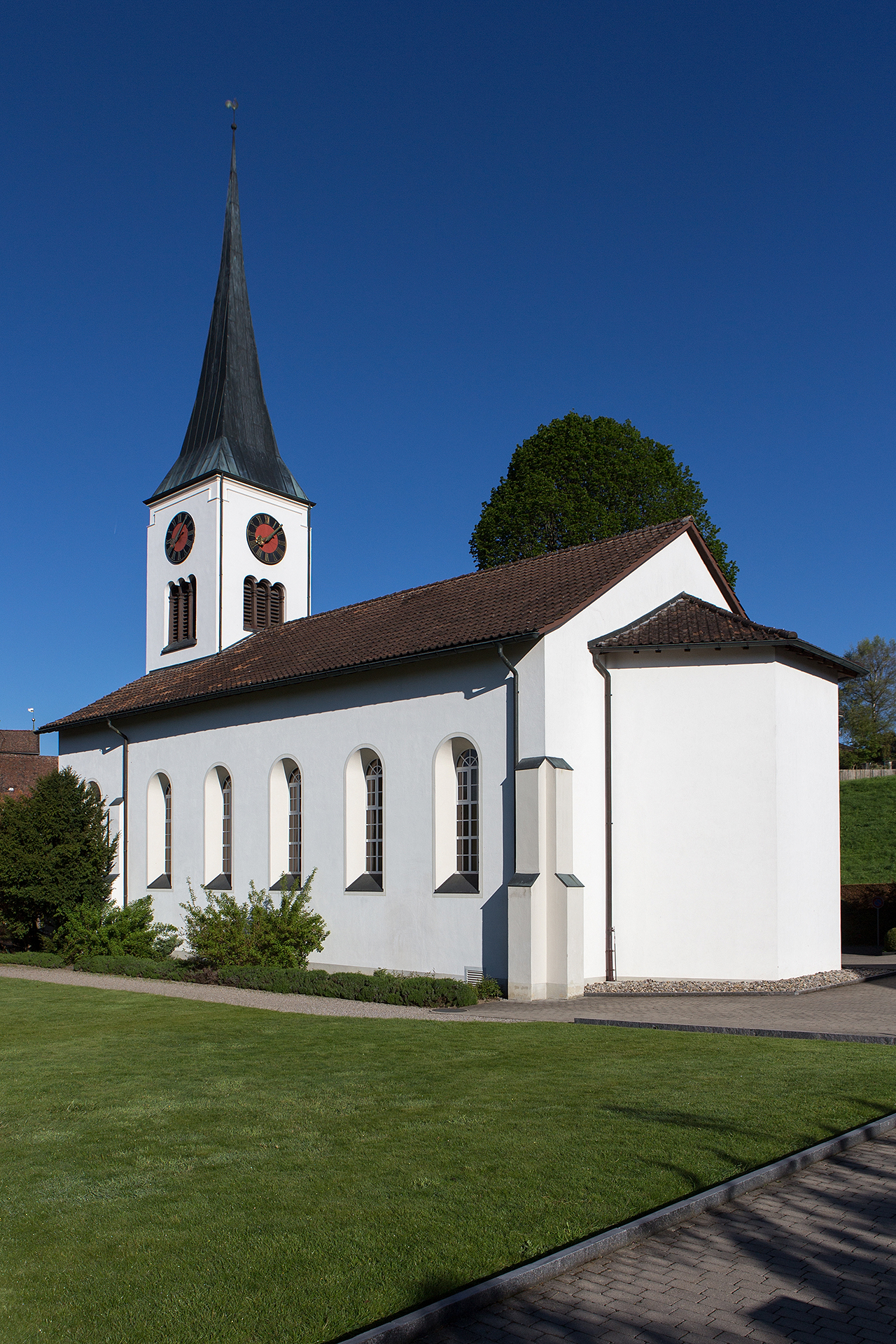
La chiesa riformata

- Chiesa riformata, eretta nel 1886[2].

## Società

### Evoluzione demografica
L'evoluzione demografica è riportata nella seguente tabella:
Abitanti censiti

## Amministrazione
Ogni famiglia originaria del luogo fa parte del cosiddetto comune patriziale e ha la responsabilità della manutenzione di ogni bene ricadente all'interno dei confini della frazione.

## Infrastrutture e trasporti
È servito dall'omonima stazione sulla ferrovia Sulgen-Gossau.